# Bank of Maharashtra
Die Bank of Maharashtra (Hindi बैंक ऑफ महाराष्ट्र) ist eine verstaatlichte Bank mit Hauptsitz in der indischen Stadt Pune. Sie wurde 1935 gegründet und ist seit ihrer Verstaatlichung im Jahr 1969 im Besitz des indischen Staates.
Die Bank of Maharashtra ist eine Privatkundenbank, die sowohl im Privat- als auch im Firmenkundengeschäft (Abwicklungs- und Zahlungsverkehr, Einlagengeschäft, Kreditvergabe, Wertpapiermarkt und Vermittlungsgeschäfte), sowie in den Bereichen Hypothekendarlehen, Vermögensverwaltung, einschließlich Private Equity, sowie Ausgabe und Verwaltung von Kreditkarten tätig ist.

## Geschichte
Die Bank wurde von V. G. Kale und D. K. Sathe in Pune gegründet und am 16. September 1935 mit einem genehmigten Kapital von 1 Million US-Dollar eingetragen. Am 8. Februar 1936 nahm sie ihre Tätigkeit auf. Sie leistete finanzielle Unterstützung für kleine Unternehmen und brachte viele Industrieunternehmen hervor. Im Jahr 1969 wurde die Bank verstaatlicht.
A. S. Rajeev übernahm am 2. Dezember 2018 das Amt des Managing Director & CEO der Bank. A. B. Vijayakumar trat am 10. März 2021 als Executive Director ein. Asheesh Pandey trat am 31. Dezember 2021 als geschäftsführender Direktor ein.
Allen C. Pereira, ehemaliger Vorsitzender der Bank of Maharashtra, war für die Eröffnung mehrerer Filialen der Bank in den nordöstlichen Gebieten Indiens verantwortlich, in denen die Bank nicht vertreten war, und unterstützte bei der Expansion.